# Olga Bolșova
Olga Bolșova vagy Olga Viktorovna Bolsova, oroszul: Ольга Викторовна Большова (Kisinyov, 1968. június 16. –) fedett pályás Európa-bajnoki bronzérmes moldáv atléta, magasugró, hármasugró.

## Pályafutása
Magasugrásban és hármasugrásban versenyzett. 1992 és 2004 között négy olimpián vett részt. Az első hármon magasugrásban, az utolsón hármasugrásban indult. Legjobb eredményét az 1996-os atlantai olimpián érte el magasugrásban, ahol 11. helyen végzett. Ugyanebben az évben a stockholmi  fedett pályás Európa-bajnokságon bronzérmet szerzett magasugrásban.
Egyéni legjobbjai
- magasugrás – 1,97 (1993)
- hármasugrás – 14,24 (2003)

## Családja
Apja Viktor Bolsov (1939–) szovjet bajnok atléta, magasugró, olimpikon, anyja Valentyina Maszlovszka (1937–2002) Európa-bajnok szovjet-ukrán atléta rövidtávfutó, gátfutó. Férje Vadim Zadoinov (1969–) moldáv atléta, gátfutó, olimpikon. Lányuk Aliona Bolsova (1997–) spanyol-moldáv teniszező.

## Sikerei, díjai
- Fedett pályás Európa-bajnokság
  - bronzérmes: 1996, Stockholm